# Apolinário Cláudio
Apolinário Cláudio(em latim: Apollinaris Claudius), também chamado de Apolinário de Hierápolis e Apolinário Apologista, foi um líder cristão e escritor que viveu no século II d.C.

## Vida e obras
Ele foi bispo de Hierápolis, na Frígia, e se tornou famoso por causa dos seus polêmicos tratados contra os heréticos do seu tempo, principalmente os montanistas, cujos erros ele afirmou serem todos emprestados dos pagãos. Eusébio, citando Apolinário, afirma que ele teve contato direto com a seita e que ele debateu com os heréticos. 
Apolinário escreveu ainda dois livros contra os judeus, cinco contra os pagãos e dois sobre a "Verdade". Em 177 dC, ele publicou uma "Apologia" pelos cristãos, endereçada a Marco Aurélio e apelando para a própria experiência do imperador com a Legião XII Fulminata (Legião Fulminante), cujas preces lhe haviam concedido a vitória sobre os Quados. A data exata de sua morte é desconhecida, mas é provável que tenha sido ainda durante o reinado de Marco Aurélio (antes de 180 dC, portanto).
Nada sobreviveu dos seus textos, exceto alguns poucos trechos, o maior dos quais está relacionado com a data da Páscoa judaica. Sua festa é comemorada no dia 8 de janeiro.
Ele foi um dos biografados por São Jerônimo em sua obra De Viris Illustribus (Sobre Homens Ilustres - capítulo 26).

## Ligações completas
- «Fragments of Apollinaris' writings» (em inglês). EarlyChristianWritings.com. Consultado em 5 de setembro de 2010